# Antonio Scano
Antonio Scano (Neoneli, 30 marzo 1859 – Cagliari, 1º febbraio 1945) è stato un politico italiano.